# Museo de los Niños de Jordania
El Museo de los Niños de Jordania (en árabe: متحف الاطفال الاردن) es un museo para niños en Amán, la capital del país asiático de Jordania. Se encuentra en los parques públicos de Al Hussein. Lanzado en 2007, el museo es un miembro de la Asociación de Museos para niños y de "Hands On! Internacional". El Museo tiene un área total de construcción de 7.348 metros cuadrados e incluye: 150 exhibiciones interactivas internas y al aire libre, un estudio de arte, una biblioteca, un salón de usos múltiples, un teatro al aire libre, un restaurante con una sala de fiestas adjunta y una tienda de regalos. En espera están espacios adicionales con potencial para el desarrollo, tales como la extensión de la sala de exposiciones, un espacio botánico anexo al jardín o la sala de efectos especiales.